# EVA (Esports Virtual Arenas)
 (avril 2025).
Motif : Sources attestant de la notoriété ?
- Archive Wikiwix
- Bing
- Cairn
- DuckDuckGo
- E. Universalis
- Gallica
- Google
- G. Books
- G. News
- G. Scholar
- Persée
- Qwant
- (zh) Baidu
- (ru) Yandex
- (wd) trouver des œuvres sur Wikidata

| 1. | Préciser le motif de la pose du bandeau. | Précisez le motif de la pose du bandeau en utilisant la syntaxe suivante : {{admissibilité à vérifier\|date=juillet 2025\|motif=remplacez ce texte par le motif}}                                 |
| 2. | Informer les utilisateurs concernés.     | Pensez à avertir le créateur de l'article, par exemple, en insérant le code ci-dessous sur sa page de discussion : {{subst:avertissement admissibilité à vérifier\|EVA (Esports Virtual Arenas)}} |

 (avril 2025).
EVA (Esports Virtual Arenas) est une start-up française spécialisée dans la création et l’exploitation d’arènes de réalité virtuelle (VR) destinées à l’esport. Fondée en 2018, elle propose une expérience immersive où les joueurs se déplacent physiquement dans un espace de jeu tout en interagissant avec un environnement numérique.

## Historique
L’entreprise EVA a été fondée en 2018 par des entrepreneurs français, Jean Mariotte, Stéphanie Belle et William Klein souhaitant allier la réalité virtuelle et l’esport. C'est une entreprise novatrice sur le secteur de l'esport en réalité virtuelle. Le premier centre EVA a ouvert ses portes à Beauchamp, en région parisienne, servant de prototype pour le développement du concept.
Après une phase de tests et d’optimisation, EVA a amorcé son expansion en France, ouvrant plusieurs arènes entre 2020 et 2023 dans des villes comme Lille, Bordeaux et Lyon. En 2024, l’entreprise a annoncé son déploiement à l’international, avec des ouvertures prévues aux États-Unis et dans d’autres pays européens. Elle vise une centaine de salles opérationnelles d’ici 2025.

## Concept et fonctionnement
Les centres EVA sont conçus pour offrir une expérience immersive combinant esport et réalité virtuelle. Les joueurs, équipés de casques VR et de dispositifs interactifs, évoluent sur une surface de plusieurs centaines de mètres carrés. Leurs mouvements physiques sont directement retranscrits dans le jeu vidéo.

## Équipement etgameplay[6]
Chaque joueur est muni d’un casque de réalité virtuelle et d’un fusil connecté. L’affrontement se déroule entre deux équipes de quatre à cinq joueurs, projetés dans un environnement virtuel où ils doivent coopérer et élaborer des stratégies.

Joueur sur une plateforme EVA à Toulouse.

L’aire de jeu physique, d’environ 500 m², impose certaines règles de sécurité : les participants doivent notamment éviter de courir pour limiter les risques de collisions.
Contrairement aux jeux vidéo classiques, EVA mise sur l’implication corporelle des joueurs, ajoutant une dimension physique à l’esport. Ce concept se distingue notamment des expériences de laser game par son intégration avancée de la réalité virtuelle et du jeu compétitif en réseau.

## Expansion et développement international[8]

### Déploiement en France et en Europe
Après son succès en France, EVA s’est développée dans d’autres pays européens. L’entreprise prévoit d’élargir son réseau en Allemagne, au Royaume-Uni et en Espagne, où l’intérêt pour l’esport en réalité virtuelle est en forte croissance.

#### Implantation aux États-Unis et en Asie
EVA a annoncé en 2023 son entrée sur le marché américain avec l’ouverture de premières salles pilotes. En parallèle, l’entreprise explore des opportunités en Asie, une région où l’esport et la réalité virtuelle connaissent un essor rapide.
L’entreprise collabore également avec des acteurs technologiques pour optimiser son matériel et proposer des jeux conçus spécifiquement pour ses arènes.

## Compétitions et esport[9]
Des tournois ont déjà été organisés en France, rassemblant des joueurs amateurs et semi-professionnels. L’entreprise cherche à attirer des joueurs professionnels et envisage d’établir un circuit compétitif officiel.
Il existe déjà un championnat, composé de 2 divisions nationales et de ligue locales (elles-mêmes divisées jusqu’à 4 divisions) organisées dans leur salle respectives, ainsi qu’une Coupe de France.
En Belgique, la compétition n’est pas aussi développée car il n’y a que 3 salles différentes (à Liège, Genk et Malmedy), ce qui est peu face aux 44 salles françaises. Il n’y a donc qu’une division à l’échelle nationale ainsi qu’une seule ligue locale située à Liège.

## Accueil et critiques[13]
Cette section est promotionnelle ou publicitaire (avril 2025). Considérez son contenu avec précaution et/ou discutez-en.
Le concept d’EVA a été bien reçu par certains adeptes de la réalité virtuelle et de l’esport, qui y voient une évolution du jeu compétitif intégrant une dimension physique.
Cependant, certains experts soulignent des défis économiques, notamment les coûts élevés d’installation et d’entretien des infrastructures, qui pourraient freiner l’expansion du modèle à grande échelle.